# 瓦希阿瓦 (夏威夷州)
瓦希阿瓦（英語：Wahiawa）是位於美國夏威夷州檀香山縣的一個人口普查指定地區。

## 地理
瓦希阿瓦的座標為21°30′09″N 158°01′23″W / 21.50250°N 158.02306°W，而該地最高點為海拔高度287米（即942英尺）。

## 人口
根據2010年美國人口普查的數據，瓦希阿瓦的面積為6.20平方千米，當中陸地面積為5.50平方千米，而水域面積為0.70平方千米。當地共有人口17821人，而人口密度為每平方千米2,874.35人。